# Villa del Carmen
Pour les articles homonymes, voir Carmen.
Villa del Carmen est une ville de l'Uruguay située dans le département de Durazno. Sa population est de 2 661 habitants.

## Histoire
La ville a été fondée en 1874 par le président de l'Uruguay José Eugenio Ellauri.

## Population
| Année | Population |
| ----- | ---------- |
| 1963  | 2 200      |
| 1975  | 2 410      |
| 1985  | 2 208      |
| 1996  | 2 284      |
| 2004  | 2 661      |

Référence,:

## Gouvernement
Le maire de Villa del Carmen est Nuber Omar Medina.